# 홍석형
홍석형(洪錫亨, 1936년 10월 1일 ~ )는 조선민주주의인민공화국의 정치인이다. 당중앙위원회 비서 겸 계획재정부장으로 있었으며, 조선로동당 중앙위원회 정치국 위원이었다. 본관은 풍산.

## 경력
1936년 일제강점기에 서울에서 태어났다. 대학을 졸업한 후 금속공학 학위를 받았다. 성진제강소 기술부기사장, 금속공업부 제1부부장, 김책제철련합기업소 기사장, 함북도당 제2비서 겸 김책제철련합기업소 당책임비서, 국가계획위원장(1993년~1998년), 함북도당 책임비서(2001년~2010년), 당중앙위원회 부장을 지냈다. 그리고 2010년 9월부터 당중앙위원회 비서 겸 계획재정부장으로 있다.
2010년 9월에 열린 조선로동당 대표회의에서 당중앙위원회 정치국 위원에 선임되었다. 그러나 2011년 6월에 북한 노동당 중앙위 비서직을 포함한 모든 보직에서 해임된 것으로 알려졌다. 홍의 이후 행적은 2013년 현재까지 알려지지 않고 있다.

## 가족 관계
- 증조부: 홍범식(洪範植, 1871 ~ 1910), 경술국치 때 자살
  - 조부: 홍명희(洪命熹, 1888년 5월 23일 ~ 1968년 3월 5일)
  - 조모: 민씨
    - 아버지: 홍기문(洪起文, 1903 ~ 몰년 미상): 조선민주주의인민공화국 사회과학원 부원장
      - 동생: 홍석중(洪錫中, 1941 ~ )